# شانوف
شانوف (به لاتین: Sianów، تلفظ لهستانی: [ˈɕanuf]) یک شهر در لهستان است که در گمینا شانوو واقع شده‌است.

شانوف ۱۵٫۹۳ کیلومتر مربع مساحت و ۶٬۶۰۶ نفر جمعیت دارد.